# Hiroya Sueki
Hiroya Sueki (japanisch 末木 裕也 Sueki Hiroya; * 16. Mai 1997 in der Präfektur Yamanashi) ist ein japanischer Fußballspieler.

## Karriere
Sueki erlernte das Fußballspielen in der Jugendmannschaften vom Fortuna SC und Ventforet Kofu und der Universitätsmannschaft der Hōsei-Universität. Seinen ersten Vertrag unterschrieb er 2020 bei Kataller Toyama. Der Verein aus Toyama spielte in der dritthöchsten Liga des Landes, der J3 League. Am Ende Saison 2024 belegte er mit dem Verein den dritten Platz und qualifizierte sich für die Aufstiegsspiele. Hier spielte man im Finale gegen Matsumoto Yamaga 2:2-Unentschieden. Da Katallar in der regulären Spielzeit den dritten Platz belegte, stieg man in die zweite Liga auf.